# 长春大社
29°55′17″N 118°16′53″E / 29.92139°N 118.28139°E
长春大社位于中国安徽省黄山市徽州区呈坎镇的中国历史文化名村呈坎村村南，是一处罕见的社屋类公共建筑，村民在此祭祀土地神和五谷神。
长春社始建于宋中兴年间，明嘉靖年间由罗震孙等人倡议捐资重修。长春社前后三进，包括五凤楼、大堂、祭殿，总面积1100平方米。门前蓝底金字“长春大社”，原作系苏东坡所书，已毁于文革，现为复制。大堂前檐开敞，形成通道，全用黑色，横匾题字“春祈秋报”。后院祭殿则高出六级台阶，梁柱均用红色，满布花鸟彩绘。
1998年5月4日，长春社公布为安徽省文物保护单位。2001年6月25日，长春大社和罗会泰宅、文献祠、钟英楼、隆兴桥、环秀桥、罗纯夫宅、燕翼堂、罗润坤宅、石柱厅、首善儒宗宅门楼、罗永祈宅、罗永宁宅等，共计20处古建筑，以呈坎村古建筑群的名义，列为全国重点文物保护单位。.